# Pinocchio auf der Flucht
Pinocchio auf der Flucht (P.A.D.F.) war eine deutsche Punkband, die von 1996 bis 2011 existierte.

## Bandgeschichte
P.A.D.F. wurde 1996 im bayerischen Teisendorf gegründet. Die Musik der ersten Jahre der Bandgeschichte war durch politischen Deutschpunk geprägt. Im Laufe der Zeit erfolgte ein Wechsel der musikalischen Stilrichtung hin zum Emopunk bzw. Indie-Rock. Während ihres fünfzehnjährigen Bestehens spielten P.A.D.F. viele Konzerte im In- und Ausland, unter anderem mit Boxhamsters, The Go Faster Nuns, Speichelbroiss, Frohlix und Konflikt aus der Slowakei. Auf dem "Rock gegen Rassismus"-Festival in Laufen an der Salzach traten sie mit Rasta Knast und Dödelhaie auf. Ihr vorerst letztes Konzert spielten Pinocchio auf der Flucht im Dezember 2011 in der Festung in Traunstein.
2005 rief Tom Weihmeir mit Gründungsmitglied „Totte“ die Mundart-Rockband Weihtott ins Leben, mit der er bislang drei Alben veröffentlichte.

## Diskografie
Insgesamt veröffentlichte Pinocchio auf der Flucht fünf Tonträger, wobei die beiden EPs … und vergib uns unsere Schuld und Schweinewelt nur in limitierter Auflage produziert wurden und nicht mehr erhältlich sind.
- 1998: Schweinewelt (EP, kein Label)
- 1999: Psychopath 2000 (Kein Label)
- 2001: ...und vergib uns unsere Schuld (EP)
- 2004: Schiffbruch im Herzen der Kleinstadt (Sideshowpop-Records)
- 2009: Wo dein Herz schlägt (Hecken Surfer-Records)

### Samplerbeiträge
- Nato-Bomben-Ska auf "Street Wars Episode 1" (Offenz Line Productions)
- Schöne neue Zeit auf "Knocked out...in the 3rd Reich!" Plastic Bomb – Beilage #26
- Gonna Die auf Wahrschauer – Beilage CD (Heft 45)
- Supergau auf "A-Punk" (Fun Records)